# Грејам Грин (глумац)
Грејам Грин, О.К. (енгл. Graham Greene; Резерват Шест Нација, Осуекен, Онтарио, рођен 22. јуна 1952), је канадски домородачки глумац који је радио у позоришту, на филму, као и на телевизији у Канади, УК и САД, пореклом из ирокешког племена Онајда, најпознатији по улози у филму Плес са вуковима за коју је номинован за награду Академије за најбољег споредног глумца.
Остали запажени филмови укључују Срце грома (1992), Маверик (1994), Умри мушки са осветом (1995), Зелена миља (1999), Скинс (2002), Трансамерика (2005), Сумрак сага: Млади месец (2009), Казино Џек (2010), Зимска прича (2014), Колиба (2017) и Ветровита река (2017).